# Antagonisti NK1 receptora
Neurokinin 1 (NK1) antagonisti su klasa lekova koja poseduje jedinstvena antidepresantska, anksiolitička, i antiemetička svojstva. Otkriće antagonista neurokininskog 1 (NK1) receptora je bila prekretna tačka u prevenciji mučnine i povraćanja vezane za hemoterapiju raka.
Jedan primer leka iz ove klase je aprepitant. Hemoterapijom uzrokovana emesis se sastoji od akutne i kasnije faze. Povraćanje akutne faze se može tretirati 5-3 antagonistima, dok se kasnija faza teško kontroliše. Antagonisti NK1 receptora utiču na obe faze, a posebno na kasniju fazu.
Prva registrovana klinička upotreba antagonista NK1 receptora je bila za emesis tretman, uzrokovan hemoterapijom.

## Tahikininski receptor 1
Tahikinini su familija neuropeptida koji imaju zajednički hidrofobni -terminalni region sa aminokiselinskom sekvencom , gde X predstavlja hidrofobni ostatak koji je bilo aromatičan ili beta-razgranati alifatik. -terminalni region varira između različitih tahikinina. Termin tahikinin odražava brzi početak delovanja ovih peptida u glatkim mišićima.  je najistraženiji i najpotentniji član tahikininske familije. On je undekapeptid sa aminokiselinskom sekvencom . SP se vezuje za sva tri tahikininska receptora, ali se najjače vezuje za  receptor.

## Otkrivanje i razvoj lekova
Tri grupe istraživača su testirale hemijske kolekcije u potrazi za NK1 antagonistima 1991. Eastman Kodak i Sterling Winthrop su otkrili steroidne serije tahikininskih NK1 antagonista, međutim ta jedinjenja nisu imala dovoljan afinitet za ovaj receptor, uprkos detaljnih SAR studija. Te serije su isto tako pokazivale znatnu toksičnost.
Rhone-Poulnec otkrila RP-67580, koji ima visok afinitet za NK1 receptor kod pacova i miševa, ali ne kod ljudi. SAR studije koje su izvršene s ciljom poboljšanja selektivnost za ljudski NK1 receptor proizvele su jedinjenje RPR-100893. To jedinjenje je pokazivalo dobru aktivnost in vivo i u modelima bola, i dospelo je do faze II za lečenje migrene, ali je onda razvoj prekinut, kao što je bio i slučaj sa drugim NK1 antagonistima testiranim za istu indikaciju.
Treća kompanija, Pfizer, je otkrila benzilaminsku hinuklidinsku strukturu, CP-96345 (slika 1). CP-96345 jednostavna struktura, koja sadrži krutu hinuklidinsku osnovu sa baznim azotom, benzhidrilnu grupu i o-metoksi-benzilaminsku grupu. Ovo jedinjenje je pokazalo visok afinitet za NK1 receptor, ali je takoše reagovalo sa mestom vezivanja . Smatralo se da je jako bazni azot hinuklidina odgovoran za to vezivanje, koje uzrokuje brojne sistemske efekte, nevezane za blokiranje NK1 receptora. Iz tog razloga, i da bi se struktura dodatno pojednostavila, ta pozicija je alkilovana.
Jedinjenje CP-99994 je sintetisano zamenom hinuklidinskog prstena piperidinom i benzhidrilne grupe benzilnom grupom (slika 2). CP-99994 ima visok afinitet za ljudski NK1 receptor i znatan broj strukturno–aktivnosnih studija je urađen. One su proizvele strukturne zahteve za interakcije visokog afiniteta sa NK1 receptorom, dovele do još jednostavnijih molekula sa poboljšanim fizičko-hemijskim i farmakološkim osobinama. -99994 umanjuje dentalni bol kod ljudi i bio je u fazi II kliničkih ispitivanja, koja su prekinuta zbog nedovoljne biodostupnosti. Pfizer je istražio nekoliko drugih srodnih serija NK1 antagonista. CJ-11974, ili ezlopitant, je blizak analog jedinjenja CP-96345, koji ima izopropilnu grupu na metoksibenzilnom prstenu. On je razvijen do faze II kliničkih ispitivanja za hemoterapijom uzrokovano povraćanje pre nego je razvoj prekinut. CP-122721 je CP-99994 analog koji ima trifluorometoksi grupu na o-metoksibenzilnom prstenu. On je bio u fazi II ispitivanja za lečenje depresije, povraćanja i inflamatornih oboljenja, ali je dalji razvoj zaustavljen.

### Razvoj prvog leka
Merk je započeo SAR studije NK1 antagonista 1993, počevši od CP-96345 i CP-99994. L-733,060 je jedno od jedinjenja koja su razvijena. Ono ima 3,5-bis trifluorometil benzil etar piperidin umesto 2-metoksi benzil aminske grupe iz CP-99994 jedinjenja. Da bi se poboljšala oralna biodostupnost, supstituenti su dodati na azot piperidina. Grupa koja je proizvela najbolje efekte je 3-okso-1,2,4-triazol-5-il, i tako su nastali L-741671 i L-742694.
Za morfolinsku grupu koje je uvedena u L-742694 je nađeno da povećava NK1 afinitet vezivanja. Ta grupa je zadržana u daljim modifikacijama. Da bi se sprečila moguća metabolička deaktivacija, nekoliko poboljšanja kao što su metilacija C alfa atoma benzilovog prstena i fluorinacija fenilnog prstena je izvršeno. Te promena su proizvele jedinjenje MK-869, koje ima visok afinitet za NK1 receptor i visoku oralnu aktivnost (slika 3). MK-869 se još zove aprepitant. On je izučavan za lečenje bola, migrene, emesisa i psihijatrijskih poremećaja. Te studije su rezultovale u FDA odobrenje za upotrebu ovog leka za hemoterapijom izazvanu mučninu i povraćanje. On je dostupan za oralnu upotrebu. U vodi rastvorni fosforilni prolek za intravenoznu upotrebu, se naziva fosaprepitant, ili ivemend. Smatra se da je aprepitant takođe efektivan u lečenju depresije. On je bio u fazi III kliničkih ispitivanja za tu indikaciju pre nego što je razvoj za tu indikaciju prekinut.

### Druga jedinjenja
Razne druge farmaceutske kompanije su opisale mnoga druga jedinjenja pored jedinjenja koja su dovela do otkrića aprepitanta. Glakso je razvio GR-205171 (slika 4) na osnovu CP-99994. GR-205171 sadrži tetrazolni prsten u poziciji 4 benzilnog prstena. Ta grupa povišava oralnu bioraspoloživost i poboljšava farmakokinetičke osobine. On je razvijen do faze II kliničkih ispitivanja za lečenje postoperativne mučnine i povraćanja, migrene i bolesti kretanja. On je imao povoljne rezultate u emesis tretmanima, ali je razvoj prekinut.
LY-303870, ili lanepitant (slika 5), je N-acetilisani redukovani amid L-triptofana, koji je otkrila kompanija Eli Lili. Ovaj lek je bio u fazi IIa kliničkih ispitivanja za tretman osteoartritisnog bola, ali nije pokazao značajne efekte. Eli Lili je izvršila dalja SAR ispitivanja i razvila niz drugih jedinjenja, ali ona nisu dospela do kliničkih ispitivanja.
Kompanija Takeda je otkrila seriju N-benzilkarboksiamida koristeći opštu hipotezu o peptidnom vezivnom mestu na G protein-spregnutim receptorima. Jedno od tih jedinjenja, TAK-637 (slika 6), je bilo u fazi II kliničkih ispitivanja za urinarnu inkontinenciju, depresiju i upalnu bolest creva, ali je razvoj prekinut. Postoji niz drugih jedinjenja koja su istraživana ali koja nisu dospela do kliničkih ispitivanja. Dalja istraživanja su u toku.

### Vezivanje
NK1 receptor sadrži više domena za vezivanje ne-peptidnih antagonista. Glavno mesto vezivanja liganda je u hidrofobnom jezgru između petlji i spoljašnjih segmenata transmembranskih domena 3–7 (TM3–TM7). Nekoliko ostataka, kao što su 165 (TM4), 197 (TM5), His265 (TM6) i 287 (TM7) učestvuju u vezivanju mnogih ne-peptidnih antagonista NK1 receptora.
Zamena His197 alaninom umanjuje afinitet vezivanja CP-96345 za NK1 receptor. His197 formira vezu sa njegovom benzhidrilnom grupom. Eksperimentalno je pokazano da zamena 116 (TM3) i 290 (TM7) umanjuje afinitet vezivanja -96345. Smatra se da ti ostaci nemaju direktne interakcije sa antagonistima, nego da indirektno utiču na konformaciju mesta vezivanja antagonista.
Za 165 (TM4) je takođe bilo pokazano da učestvuje u vezivanju nekoliko ne-peptidnih antagonista, verovatno putem formiranja vodonične veze. Za 268 i 287 se pretpostavlja da su moguće tačke kontakta za domena vezivanja agonist i antagonista.
Učešće His265 u vezivanju antagonista NK1 receptora je bilo potvrđeno. His265 ima povoljnu interakciju sa 3,5-bis-trifluorometil fenilnom grupom (TFMP grupa) CP-96345 analoga. Međutim, isto tako je pokazano da Ala-zamena His265 nema efekta na afinitet vezivanja CP-96345. Za još neke druge ostatke se smatra da učestvuju u vezivanju ne-peptidnih antagonista za NK1 receptor: 169, 193, 194, 264, 267, 271 i 272.
Izgleda da svaka strukturna klasa ne-peptidnih NK1 antagonista formira interakcija sa specifičnom grupom ostataka unutar zajedničkog aktivnog mesta.

## Literatura
1. ↑  Varty GB, Cohen-Williams ME, Hunter JC (2003). „The antidepressant-like effects of neurokinin NK1 receptor antagonists in a gerbil tail suspension test”. Behavioural pharmacology. 14 (1): 87—95. PMID 12576885. doi:10.1097/01.fbp.0000055962.09493.e9.
2. ↑  Varty GB; Cohen-Williams ME; Morgan CA (2002). „The gerbil elevated plus-maze II: anxiolytic-like effects of selective neurokinin NK1 receptor antagonists”. Neuropsychopharmacology. 27 (3): 371—9. PMID 12225694. doi:10.1016/S0893-133X(02)00313-5.
3. ↑  Hesketh, P. J. (1994), „New treatment options for chemotherapy-induced nausea and vomiting”, Supportive Care in Cancer, 12 (8): 550—554, Архивирано из оригинала 29. 01. 2013. г., Приступљено 16. 04. 2011
4. ↑  Watanabe Y.; Asai H.; Ishii T.; Kiuchi S.; Okamoto M.; Taniguchi H.; Nagasaki M.; Saito A. (2008). „Pharmacological characterization of T-2328, 2-fluoro-4 '-methoxy-3 '-((((2S,3S)-2-phenyl-3-piperidinyl)amino)methyll)(1,1 '-biphenyl)-4-carbonitrile dihydrochloride, as a brain-penetrating antagonist of tachykinin NK1 receptor”. Journal of Pharmacological Sciences. 106 (1): 121—127. doi:10.1254/jphs.FP0071400. Архивирано из оригинала 22. 08. 2021. г. Приступљено 16. 04. 2011.
5. ↑  Brain S. D.; Cox H. M. (2006). „Neuropeptides and their receptors: innovative science providing novel therapeutic targets”. British Journal of Pharmacology. 147: S202—S211. PMC 1760747 . PMID 16402106. doi:10.1038/sj.bjp.0706461.
6. 1 2  Ho W. Z.; Douglas S. D. (2004). „Substance P and neurokinin-1 receptor modulation of HIV”. Journal of Neuroimmunology. 157 (1-2): 48—55. PMID 15579279. doi:10.1016/j.jneuroim.2004.08.022. Архивирано из оригинала 01. 09. 2009. г. Приступљено 16. 04. 2011.
7. 1 2  Page N. M. (2005). „New challenges in the study of the mammalian Tachykinins”. Peptides. 26 (8): 1356—1368. PMID 16042976. doi:10.1016/j.peptides.2005.03.030. Архивирано из оригинала 01. 09. 2009. г. Приступљено 16. 04. 2011.
8. 1 2  Datar P.; Srivastava S.; Coutinho E.; Govil G. (2004). „Substance P: Structure, Function, and Therapeutics”. Current Topics in Medicinal Chemistry. 4 (1): 75—103. PMID 14754378. doi:10.2174/1568026043451636. Архивирано из оригинала 18. 09. 2009. г. Приступљено 16. 04. 2011.
9. 1 2 3 4 5 6 7 8 9  Quartara L, Altamura M (2006). „Tachykinin receptors antagonists: from research to clinic”. Current Drug Targets. 7 (8): 975—92. PMID 16918326. Архивирано из оригинала 25. 07. 2011. г. Приступљено 17. 04. 2011.
10. 1 2 3 4 5  Quartara L, Maggi CA (1997). „The tachykinin NK1 receptor. Part I: ligands and mechanisms of cellular activation”. Neuropeptides. 31 (6): 537—63. PMID 9574822. doi:10.1016/S0143-4179(97)90001-9. Приступљено 17. 04. 2011.
11. 1 2 3  Humphrey JM (2003). „Medicinal chemistry of selective neurokinin-1 antagonists”. Current Topics in Medicinal Chemistry. 3 (12): 1423—35. PMID 12871173.
12. ↑  Navari RM (2007). „Fosaprepitant (MK-0517): a neurokinin-1 receptor antagonist for the prevention of chemotherapy-induced nausea and vomiting”. Expert Opinion on Investigational Drugs. 16 (12): 1977—85. PMID 18042005. doi:10.1517/13543784.16.12.1977.
13. 1 2 3 4  Almeida TA, Rojo J, Nieto PM, Pinto FM, Hernandez M, Martín JD, Candenas ML (2004). „Tachykinins and tachykinin receptors: structure and activity relationships”. Current Medicinal Chemistry. 11 (15): 2045—81. PMID 15279567.
14. 1 2  Maggi CA (1995). „The mammalian tachykinin receptors”. General Pharmacology. 26 (5): 911—44. PMID 7557266. Приступљено 18. 04. 2011.
15. ↑  Pennefather JN, Lecci A, Candenas ML, Patak E, Pinto FM, Maggi CA (2004). „Tachykinins and tachykinin receptors: a growing family”. Life Sciences. 74 (12): 1445—63. PMID 14729395. doi:10.1016/j.lfs.2003.09.039. Приступљено 18. 04. 2011.

## Spoljašnje veze
- Antagonisti NK1 receptora